# Défense de Berg-op-Zoom (1814)
Pour les articles homonymes, voir Siège de Berg-op-Zoom.
Batailles
Campagne de Russie (1812)
- Liste des batailles
- Mir
- Moguilev
- Ostrovno
- Vitebsk
- Kliastitsy
- Smolensk
- 1re Polotsk
- Valoutina Gora
- Moskova
- Moscou
- Winkowo
- 2e Polotsk
- Maloïaroslavets
- Gorodnia
- Czaśniki
- Viazma
- Smoliani
- Krasnoï
- Bérézina

Campagne d'Allemagne (1813)
- Dantzig
- Lunebourg
- Möckern
- Lützen
- Bautzen
- Reichenbach
- Haynau
- Luckau
- Hoyerswerda
- Lauenbourg
- Goldberg
- Gross Beeren
- Katzbach
- Dresde
- Kulm
- Dennewitz
- Peterswalde
- Liebertwolkwitz
- Leipzig
- Hanau
- Sehested
- Torgau
- Hambourg

Campagne de France (1814)
- Sainte-Croix-en-Plaine
- Besançon
- Mayence
- Metz
- Saint-Avold
- 1re Saint-Dizier
- Brienne
- La Rothière
- Campagne des Six-Jours (Champaubert
- Montmirail
- Château-Thierry
- Vauchamps)
- Mormant
- Montereau
- Bar-sur-Aube
- Saint-Julien
- Laubressel
- Berry-au-Bac
- Craonne
- Coutures
- Laon
- Soissons
- Mâcon
- Reims
- Saint-Georges-de-Reneins
- Limonest
- Arcis-sur-Aube
- Fère-Champenoise
- 2e Saint-Dizier
- Meaux
- Claye
- Villeparisis
- Paris

- Feistritz
- Caldiero (en)
- Trieste
- Mincio

- Hoogstraten (de)
- Anvers
- Berg-op-Zoom
- Courtrai

La défense de Berg-op-Zoom oppose la garnison française commandée par le général Bizanet à un contingent britannique aux ordres du général Graham. La confrontation a lieu le 8 mars 1814.

## Déroulement
À Berg-op-Zoom, le général Bizanet avait 2 700 combattants, comprenant l'équivalent de 4 bataillons d'infanterie de ligne mais aussi des régiments de vétérans, des marins et des artilleurs. Un général britannique, le lieutenant général sir Thomas Graham, à la faveur de la nuit et d'intelligences avec les habitants, s'y introduit avec 4 800 hommes d'élite, dont plusieurs unités de la Garde Royale. Ils sont dans la place ; la population est avec les Français ; on se bat dans toutes les rues, et la presque totalité de la troupe britannique est tuée ou demeure prisonnière. Les généraux britanniques Skerrett (en) et Gore furent tués, le général Cooke (en)prisonnier. Quatre drapeaux furent perdus (se trouvent dans les collections des Invalides) :
- un drapeau du 1st foot Guards,
- deux drapeaux du 4e Bataillon du 1st Foot,
- 1 drapeau du 2e Bataillon du 69th Foot (en).

Le général Bizanet reste maître de la place jusqu'à la signature de la paix.

## Sources
- Maurice Émile Eugène Vérillon, Les trophées de la France, Paris, J. Leroy, 1907 (lire en ligne)
- « Guilin Laurent Bizanet », dans Charles Mullié, Biographie des célébrités militaires des armées de terre et de mer de 1789 à 1850, 1852 [détail de l’édition]